# Partia Ludowa Nasza Słowacja
Kotleba – Partia Ludowa Nasza Słowacja (słow. Ľudová strana – Naše Slovensko, ĽSNS) – słowacka nacjonalistyczna partia polityczna, określana mianem skrajnie prawicowej. Ugrupowanie uważa się za kontynuatora tradycji Słowackiej Partii Ludowej ks. Jozefa Tiso – prezydenta istniejącej w latach 1939–1945 Pierwszej Republiki Słowackiej, będącej państwem satelickim hitlerowskich Niemiec. Po wyborach parlamentarnych w 2016 roku partia posiadała kilkunastu przedstawicieli w jednoizbowym parlamencie Słowacji. Od wyborów parlamentarnych w 2023 roku pozostaje partią pozaparlamentarną.
W maju 2017 roku Prokuratura Generalna Republiki Słowacji złożyła do Sądu Najwyższego wniosek o delegalizację Partii Ludowej – Nasza Słowacja, argumentując to tendencjami pro-faszystowskimi ugrupowania, łamaniem konstytucji Republiki Słowacji i przepisów prawa międzynarodowego.

## Program polityczny
Partia zakłada poprawienie sytuacji ekonomicznej państwa w ramach „wyzwolenia Słowacji z niewoli międzynarodowych bankierów” oraz poprzez zmianę dotychczasowych warunków prywatyzacji. Postuluje również wystąpienie Słowacji z Unii Europejskiej oraz NATO, a co za tym idzie przywrócenie korony słowackiej jako waluty i wycofanie sił zbrojnych z wszelkich misji zagranicznych. Partia zamierza także „ograniczyć skalę cygańskiego terroru” (jak nazywa problem przestępczości wśród społeczności romskiej), optuje również za zamknięciem granic kraju przed napływem imigrantów spoza Europy. Ugrupowanie stawia sobie za cel wychowanie dzieci w duchu chrześcijańskich, tradycyjnych wartości i kultury europejskiej.
Partia Ludowa „Nasza Słowacja” w sferze ideologicznej należy do ruchów Trzeciej Pozycji. Odrzuca światopoglądowo marksizm i liberalizm, zaś w sferze gospodarczej kapitalizm i socjalizm.

## Główne postulaty partii
- Sprzeciw wobec „zepsutego systemu demokratycznego i zdemoralizowanych partii parlamentarnych rozkradających narodowy skarb i odpowiedzialnych za zdradę stanu”
- Kontynuacja Słowackiej Partii Ludowej ks. J. Tiso
- Neutralność i niezależność od organizacji międzynarodowych
- Kraj wolny od „cygańskiego terroru”
- Niezależność i samowystarczalność
- Sprawiedliwość społeczna
- Sukces gospodarczy i powrót do dawnej waluty
- Patriotyzm gospodarczy
- Wychowanie w duchu chrześcijańskich wartości, a nie zachodniego liberalizmu
- „Słowacja dla Słowaków, a nie służąca obcym finansjerom, imigrantom i mniejszościom etnicznym”
- Budowa wykształconego, kulturalnego kraju w sercu Europy
- Reforma służby zdrowia – bezpłatna opieka zdrowotna
- Stawianie na zdrową żywność i ekologiczne środowisko
- Służba narodowi i ojczyźnie

## Poparcie w wyborach

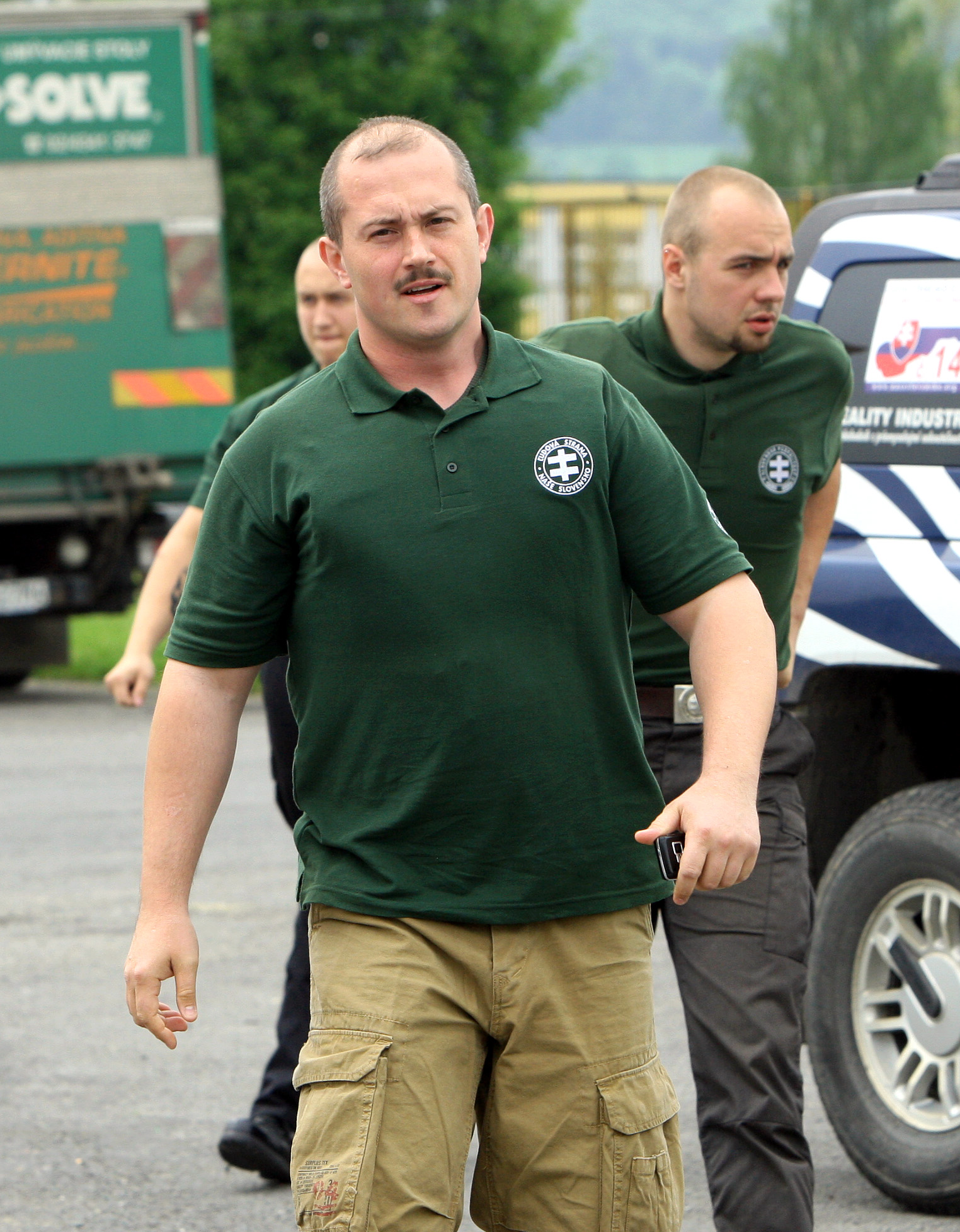
Lider partii Marian Kotleba

### Rada Narodowa
| Rok  | Głosów  | % Głosów | Mandaty | Udział w rządzie |
| ---- | ------- | -------- | ------- | ---------------- |
| 2010 | 33,724  | 1.33     | 0       | Nie              |
| 2012 | 40,460  | 1.58     | 0       | Nie              |
| 2016 | 209,779 | 8.04     | 14      | Nie              |
| 2020 | 229,660 | 7.97     | 17      | Nie              |
| 2023 | 25,003  | 0.84     | 0       | Nie              |

### Parlament Europejski
| Rok  | Głosów  | % Głosów | Mandaty |
| ---- | ------- | -------- | ------- |
| 2014 | 9,749   | 1.73     | 0       |
| 2019 | 118,995 | 12.07    | 2       |
| 2024 | 7,103   | 0.48     | 0       |

### Parlamenty krajowe
|      | Uzyskane mandaty / Całkowita liczba mandatów | Uzyskane mandaty / Całkowita liczba mandatów | Uzyskane mandaty / Całkowita liczba mandatów | Uzyskane mandaty / Całkowita liczba mandatów | Uzyskane mandaty / Całkowita liczba mandatów | Uzyskane mandaty / Całkowita liczba mandatów | Uzyskane mandaty / Całkowita liczba mandatów | Uzyskane mandaty / Całkowita liczba mandatów | Uzyskane mandaty / Całkowita liczba mandatów | Uzyskane mandaty / Całkowita liczba mandatów |
| Rok  | Kraj bratysławski                            | Kraj trnawski                                | Kraj trenczyński                             | Kraj nitrzański                              | Kraj żyliński                                | Kraj bańskobystrzycki                        | Kraj preszowski                              | Kraj koszycki                                | Łącznie                                      |                                              |
| ---- | -------------------------------------------- | -------------------------------------------- | -------------------------------------------- | -------------------------------------------- | -------------------------------------------- | -------------------------------------------- | -------------------------------------------- | -------------------------------------------- | -------------------------------------------- | -------------------------------------------- |
| 2013 | 0/44                                         | 0/40                                         | 0/45                                         | 0/54                                         | 0/57                                         | 1/49                                         | 0/62                                         | 0/57                                         | 1/408                                        |                                              |
| 2017 | 0/44                                         | 0/40                                         | 0/45                                         | 1/54                                         | 0/57                                         | 1/49                                         | 0/62                                         | 0/57                                         | 2/408                                        |                                              |